# Byrsonima
Genre
Classification APG III (2009)
Synonymes
Selon GBIF (22 février 2022)
- Alcoceratothrix Nied.
- Brysonima
- Byrsonima Rich. ex A.Juss., 1811
- Calyntranthele Nied.

Byrsonima est un genre de plantes à fleurs de la famille des Malpighiaceae (familles de l'acérola), comptant environ 157-180 espèces, et dont l'espèce type est Malpighia spicata Cav.. Ce sont des arbres, arbustes ou arbrisseaux néotropicaux.

## Description
Le genre Byrsonima regroupe des arbres, arbustes ou sous-arbrisseaux. 
Les feuilles dépourvues de glandes, comportent des stipules intra- et épipétiolaires, distinctes ou partiellement à complètement connées, persistantes sur le pétiole chez la plupart des espèces. 
L'inflorescence terminale est une grappe de cymes de quelques fleurs, ou un pseudo-racème (c'est-à-dire une grappe de cymes à 1 fleur).
Les bractées florifères et les bractéoles dépourvues de glandes.
Les pédicelles sont sessiles ou parfois dressés sur un court pédoncule. 
Les sépales portent tous 2 glandes de couleur vertes, jaunes, blanches ou roses (ou aucune), et sont connés jusqu'aux extrémités des glandes, 
Les pétales sont de couleur jaunes, blancs, roses ou rouges, et glabres chez la plupart des espèces.
Les 4 pétales latéraux portent de fines griffes recourbées : la paire antérieure a des limbes en forme de coupe plus profonde que la paire postérieure.
Le pétale postérieur avec une griffe robuste et dressée et le limbe plus petit, plat ou froissé et souvent réfléchi. 
On compte 10 étamines avec des anthères ± semblables. 
L'ovaire comporte 3 carpelles complètement connés, à 3 loges, qui sont toutes loges fertiles (la partie antérieure est stérile chez certaines espèces), et 3 styles minces et subulés, les stigmates minuscules et terminaux ou légèrement internes. 
Le fruit est une drupe, à chair fine, de couleur verte, virant à maturité au jaune, orange, rouge, violet, bleu ou bleu-noir.
Le noyau à une paroi dure, et contient 3 loges.

## Répartition
On rencontre le genre Byrsonima depuis le Mexique, en passant par l'Amérique centrale, les Antilles, jusqu'à l'Amérique du Sud (tous les pays sauf le Chili, l'Argentine et l'Uruguay).

## Liste d'espèces
Selon World Flora Online (WFO) (22 février 2022) :
- Byrsonima aerugo Sagot
- Byrsonima affinis W.R.Anderson
- Byrsonima altissima DC.
- Byrsonima alvimii W.R.Anderson
- Byrsonima amoena Cuatrec.
- Byrsonima arbutifolia Griseb.
- Byrsonima arctostaphyloides Nied.
- Byrsonima arthropoda A.Juss.
- Byrsonima baccae W.R.Anderson
- Byrsonima bahiana W.R.Anderson
- Byrsonima basiliana W.R.Anderson
- Byrsonima basiloba A.Juss.
- Byrsonima bicorniculata A.Juss.
- Byrsonima biflora Griseb.
- Byrsonima brachybotrya Nied.
- Byrsonima brachystachya DC.
- Byrsonima bracteata Fawc. & Rendle
- Byrsonima bronweniana W.R.Anderson
- Byrsonima bucidifolia Standl.
- Byrsonima bumeliifolia A.Juss.
- Byrsonima cacaophila W.R.Anderson
- Byrsonima carraoana Steyerm.
- Byrsonima chalcophylla Nied.
- Byrsonima christianeae W.R.Anderson
- Byrsonima cinerea (Poir.) DC.
- Byrsonima cipoensis Mamede
- Byrsonima clausseniana A.Juss.
- Byrsonima coccolobifolia Kunth
- Byrsonima concinna Benth.
- Byrsonima coniophylla A.Juss.
- Byrsonima cordifolia W.R.Anderson
- Byrsonima correifolia A.Juss.
- Byrsonima cowanii W.R.Anderson
- Byrsonima crassa Nied.
- Byrsonima crassifolia (L.) Kunth
- Byrsonima crispa A.Juss.
- Byrsonima cuprea Griseb.
- Byrsonima cydoniifolia A.Juss.
- Byrsonima dealbata Griseb.
- Byrsonima decipiens Nied.
- Byrsonima densa (Poir.) DC.
- Byrsonima dubia W.R.Anderson
- Byrsonima duckeana W.R.Anderson
- Byrsonima duidana W.R.Anderson
- Byrsonima eriopoda DC.
- Byrsonima eugeniifolia Sandwith
- Byrsonima euryphylla Pilg.
- Byrsonima fanshawei W.R.Anderson
- Byrsonima fernandezii Cuatrec.
- Byrsonima flexipes W.R.Anderson
- Byrsonima fonsecae W.R.Anderson
- Byrsonima formosa W.R.Anderson
- Byrsonima frondosa Mart. ex A.Juss.
- Byrsonima garcibarrigae Cuatrec.
- Byrsonima gardneriana A.Juss.
- Byrsonima glaberrima Nied.
- Byrsonima glazioviana Nied.
- Byrsonima grisebachiana Nied.
- Byrsonima guilleminiana A.Juss.
- Byrsonima gymnocalycina A.Juss.
- Byrsonima hatschbachii W.R.Anderson
- Byrsonima herrerae W.R.Anderson
- Byrsonima hirsuta W.R.Anderson
- Byrsonima hoehneana Nied.
- Byrsonima homeieri W.R.Anderson
- Byrsonima huberi W.R.Anderson
- Byrsonima hucherae Moldenke
- Byrsonima hypargyrea Planch. ex Linden
- Byrsonima hypoleuca Turcz.
- Byrsonima incarnata Sandwith
- Byrsonima intermedia A.Juss.
- Byrsonima japurensis A.Juss.
- Byrsonima kariniana W.R.Anderson
- Byrsonima karstenii W.R.Anderson
- Byrsonima krukoffii W.R.Anderson
- Byrsonima laevigata (Poir.) DC.
- Byrsonima laevis Nied.
- Byrsonima lancifolia A.Juss.
- Byrsonima lanulosa W.R.Anderson
- Byrsonima laxiflora Griseb.
- Byrsonima leucophlebia Griseb.
- Byrsonima ligustrifolia Mart.
- Byrsonima linearifolia A.Juss.
- Byrsonima linguifera Cuatrec.
- Byrsonima luacesii Acuña & Roíg
- Byrsonima lucida (Mill.) DC.
- Byrsonima luetzelburgii Steyerm.
- Byrsonima lyoniifolia Nied.
- Byrsonima macrophylla (Pers.) W.R.Anderson
- Byrsonima macrostachya W.R.Anderson
- Byrsonima magna Cuatrec.
- Byrsonima maguirei W.R.Anderson
- Byrsonima martiana A.Juss.
- Byrsonima microphylla A.Juss.
- Byrsonima moensis Acuña & Roíg
- Byrsonima mollis (Poir.) DC.
- Byrsonima morii W.R.Anderson
- Byrsonima myricifolia Griseb.
- Byrsonima nemoralis Cuatrec.
- Byrsonima nitida G.Don
- Byrsonima nitidifolia A.Juss.
- Byrsonima nitidissima Kunth
- Byrsonima oaxacana A.Juss.
- Byrsonima oblanceolata Nied.
- Byrsonima oblongifolia A.Juss.
- Byrsonima obversa Miq.
- Byrsonima onishiana W.R.Anderson
- Byrsonima orientensis Bisse
- Byrsonima oxyphylla A.Juss.
- Byrsonima pachyphylla A.Juss.
- Byrsonima pachypoda W.R.Anderson
- Byrsonima parvifolia Alain
- Byrsonima paulista A.Juss.
- Byrsonima pedunculata W.R.Anderson
- Byrsonima perseifolia Griseb.
- Byrsonima pinetorum Griseb.
- Byrsonima piresii W.R.Anderson
- Byrsonima poeppigiana A.Juss.
- Byrsonima psilandra Griseb.
- Byrsonima punctulata A.Juss.
- Byrsonima putumayensis Cuatrec.
- Byrsonima rhombifolia A.Juss.
- Byrsonima rigida A.Juss.
- Byrsonima riparia W.R.Anderson
- Byrsonima rodriguesii W.R.Anderson
- Byrsonima roigii Urb.
- Byrsonima rotunda Griseb.
- Byrsonima rubrobracteata W.R.Anderson
- Byrsonima salzmanniana A.Juss.
- Byrsonima schomburgkiana Benth.
- Byrsonima schunkei W.R.Anderson
- Byrsonima sericea DC.
- Byrsonima smallii Fawc. & Rendle
- Byrsonima souzae W.R.Anderson
- Byrsonima spicata (Cav.) Rich. ex Kunth
- Byrsonima spinensis W.R.Anderson
- Byrsonima stannardii W.R.Anderson
- Byrsonima steyermarkii W.R.Anderson
- Byrsonima stipulacea A.Juss.
- Byrsonima stipulina J.F.Macbr.
- Byrsonima subcordata Nied.
- Byrsonima subterranea Brade & Markgr.
- Byrsonima surinamensis W.R.Anderson
- Byrsonima tenuifolia Urb. & Nied.
- Byrsonima tillettii W.R.Anderson
- Byrsonima trinitensis A.Juss.
- Byrsonima triopteryfolia A.Juss.
- Byrsonima umbellata Mart. ex A.Juss.
- Byrsonima vacciniifolia A.Juss.
- Byrsonima variabilis A.Juss.
- Byrsonima verbascifolia (L.) DC.
- Byrsonima vernicosa Nied.
- Byrsonima viminifolia A.Juss.
- Byrsonima wadsworthii Little
- Byrsonima wrightiana Nied.
- Byrsonima wurdackii W.R.Anderson
- Byrsonima yaroana Alain

Selon GBIF (22 février 2022) :
- Byrsonima aerugo Sagot
- Byrsonima affinis W.R.Anderson
- Byrsonima altissima (Aubl.) DC.
- Byrsonima alvimii W.R.Anderson
- Byrsonima amoena Cuatrec.
- Byrsonima anisophylla W.R.Anderson
- Byrsonima arctostaphyloides Nied.
- Byrsonima arthropoda A.Juss.
- Byrsonima baccae W.R.Anderson
- Byrsonima bahiana W.R.Anderson
- Byrsonima basiliana W.R.Anderson
- Byrsonima basiloba A.Juss.
- Byrsonima blanchetiana Miq.
- Byrsonima brachybotrya Nied.
- Byrsonima brachystachya DC.
- Byrsonima bracteata Fawc. & Rendle
- Byrsonima bronweniana W.R.Anderson
- Byrsonima bucherae Moldenke
- Byrsonima bucidifolia Standl.
- Byrsonima bumeliifolia A.Juss.
- Byrsonima cacaophila W.R.Anderson
- Byrsonima cardenasii W.R.Anderson
- Byrsonima carraoana Steyerm.
- Byrsonima chalcophylla Nied.
- Byrsonima christianeae W.R.Anderson
- Byrsonima chrysophylla Kunth
- Byrsonima cipoensis Mamede
- Byrsonima clausseniana A.Juss.
- Byrsonima coccolobifolia Kunth
- Byrsonima concinna Benth.
- Byrsonima coniophylla A.Juss.
- Byrsonima cordifolia W.R.Anderson
- Byrsonima correifolia A.Juss.
- Byrsonima cowanii W.R.Anderson
- Byrsonima crassifolia (L.) Kunth
- Byrsonima crassifolia Linnaeus, 1753
- Byrsonima crispa A.Juss.
- Byrsonima cujabensis A.Juss. ex Mart.
- Byrsonima cuprea Griseb.
- Byrsonima cydoniifolia A.Juss.
- Byrsonima dealbata Griseb.
- Byrsonima delicatula Sch.Rodr. & A.S.Flores
- Byrsonima densa (Poir.) DC.
- Byrsonima dubia W.R.Anderson
- Byrsonima duckeana W.R.Anderson
- Byrsonima duidana W.R.Anderson
- Byrsonima eriopoda DC.
- Byrsonima eugeniifolia Sandwith
- Byrsonima euryphylla Pilg.
- Byrsonima fanshawei W.R.Anderson
- Byrsonima fernandezii Cuatrec.
- Byrsonima flexipes W.R.Anderson
- Byrsonima fonsecae W.R.Anderson
- Byrsonima formosa W.R.Anderson
- Byrsonima frondosa Mart. ex A.Juss.
- Byrsonima garcibarrigae Cuatrec.
- Byrsonima gardneriana A.Juss.
- Byrsonima glaberrima Nied.
- Byrsonima glaziouviana Nied.
- Byrsonima glazioviana Nied.
- Byrsonima goiana W.R.Anderson
- Byrsonima guilleminiana A.Juss.
- Byrsonima gymnocalycina A.Juss.
- Byrsonima hatschbachii W.R.Anderson
- Byrsonima herrerae W.R.Anderson
- Byrsonima hirsuta W.R.Anderson
- Byrsonima hoehneana Nied.
- Byrsonima homeieri W.R.Anderson
- Byrsonima huberi W.R.Anderson
- Byrsonima hucherae Moldenke
- Byrsonima hypargyrea Planch. ex Linden
- Byrsonima hypoleuca Turcz.
- Byrsonima incarnata Sandwith
- Byrsonima intermedia A.Juss.
- Byrsonima japurensis A.Juss.
- Byrsonima kariniana W.R.Anderson
- Byrsonima karstenii W.R.Anderson
- Byrsonima krukoffii W.R.Anderson
- Byrsonima laevigata (Poir.) DC.
- Byrsonima laevis Nied.
- Byrsonima lancifolia A.Juss.
- Byrsonima lanulosa W.R.Anderson
- Byrsonima laxiflora Griseb.
- Byrsonima leucophlebia Griseb.
- Byrsonima ligustrifolia Mart.
- Byrsonima linearifolia A.Juss.
- Byrsonima linguifera Cuatrec.
- Byrsonima luacesii Acuña & Roig
- Byrsonima lucida (Mill.) DC.
- Byrsonima luetzelburgii Steyerm.
- Byrsonima lyoniifolia Nied.
- Byrsonima macrophylla (Pers.) W.R.Anderson
- Byrsonima macrophylla Nied., 1928
- Byrsonima macrostachya W.R.Anderson
- Byrsonima maguirei W.R.Anderson
- Byrsonima martiana A.Juss.
- Byrsonima martinicensis Krug & Urb., 1897
- Byrsonima melanocarpa Ducke
- Byrsonima microphylla A.Juss.
- Byrsonima minarum Francener & Mamede
- Byrsonima moensis Acuña & Roig
- Byrsonima mollis (Poir.) DC.
- Byrsonima morii W.R.Anderson
- Byrsonima motembensis Britton & Small
- Byrsonima myricifolia Griseb.
- Byrsonima nana W.R.Anderson
- Byrsonima nemoralis Cuatrec.
- Byrsonima niedenzuana Skottsb.
- Byrsonima niedenzuiana Skottsb.
- Byrsonima nitida G.Don
- Byrsonima nitidifolia A.Juss.
- Byrsonima nitidissima Kunth
- Byrsonima oaxacana A.Juss.
- Byrsonima oblanceolata Nied.
- Byrsonima oblongifolia A.Juss.
- Byrsonima onishiana W.R.Anderson
- Byrsonima orientensis Bisse
- Byrsonima oxyphylla A.Juss.
- Byrsonima pachyphylla A.Juss.
- Byrsonima pachypoda W.R.Anderson
- Byrsonima parahybensis Saldanha
- Byrsonima parvifolia Alain
- Byrsonima paulista A.Juss.
- Byrsonima pedunculata W.R.Anderson
- Byrsonima perseifolia Griseb.
- Byrsonima piauhiensis A.Juss.
- Byrsonima pinetorum Griseb.
- Byrsonima piresii W.R.Anderson
- Byrsonima poeppigana A.Juss., 1840
- Byrsonima poeppigiana A.Juss.
- Byrsonima psilandra Griseb.
- Byrsonima punctulata A.Juss.
- Byrsonima putumayensis Cuatrec.
- Byrsonima rhombifolia A.Juss.
- Byrsonima rhopalaefolia Kunth
- Byrsonima rigida A.Juss.
- Byrsonima riparia W.R.Anderson
- Byrsonima rodriguesii W.R.Anderson
- Byrsonima roigii Urb.
- Byrsonima rotunda Griseb.
- Byrsonima rubrobracteata W.R.Anderson
- Byrsonima rupestris Francener & Mamede
- Byrsonima salzmanniana A.Juss.
- Byrsonima schomburgkiana Benth.
- Byrsonima schultesiana Cuatrec.
- Byrsonima schunkei W.R.Anderson
- Byrsonima sericea DC.
- Byrsonima serugo Sagot
- Byrsonima smallii Fawc. & Rendle
- Byrsonima souzae W.R.Anderson
- Byrsonima speciosa Peckolt
- Byrsonima spicata (Cav.) DC.
- Byrsonima spicata Rich. ex Juss.
- Byrsonima spinensis W.R.Anderson
- Byrsonima stannardii W.R.Anderson
- Byrsonima steyermarkii W.R.Anderson
- Byrsonima stipulacea A.Juss.
- Byrsonima stipulina J.F.Macbr.
- Byrsonima subcordata Nied.
- Byrsonima subterranea Brade & Markgr.
- Byrsonima surinamensis W.R.Anderson
- Byrsonima tenuifolia Urb. & Nied.
- Byrsonima tillettii W.R.Anderson
- Byrsonima trinitensis A.Juss.
- Byrsonima triopterifolia A.Juss.
- Byrsonima umbellata Mart. ex A.Juss.
- Byrsonima vacciniaefolia
- Byrsonima vacciniifolia A.Juss.
- Byrsonima variabilis A.Juss.
- Byrsonima verbascifolia (L.) DC.
- Byrsonima verbascifolia Linnaeus, 1753
- Byrsonima verbascifolia Rich. ex Juss.
- Byrsonima vernicosa Nied.
- Byrsonima viminifolia A.Juss.
- Byrsonima wadsworthii Little
- Byrsonima wrightiana Nied.
- Byrsonima wurdackii W.R.Anderson
- Byrsonima yaroana Alain
- Byrsonima ×ophiticola Small
- Byrsonima ×ophiticola Small ex Britton